# Michael De Angelis
Michael De Angelis detto Mike (Hope, 27 gennaio 1966) è un ex hockeista su ghiaccio canadese naturalizzato italiano, di ruolo difensore.

## Carriera
È stato un difensore destro di stecca sinistra. Dopo gli anni dell'università in NCAA con la squadra della Minnesota-Duluth University, passò all'hockey professionistico nella stagione 1987-88 in IHL. Ma la stagione successiva, de Angelis era già in Europa.
Nel 1988-89 giunse in Italia all'HC Fiemme Cavalese, dove rimane due stagioni. La squadra consegue due penultimi posti, e lui si mette in luce e viene acquistato per la stagione 1990-91 dai Devils Milano di Silvio Berlusconi.
Coi rossoneri nella successiva stagione 1991-92 vince scudetto ed Alpenliga. Altri due scudetti li vinse nelle due stagioni successive sempre coi Devils.
Dopo il non brillante campionato 1994-95 De Angelis si accasò in svizzera, all'HC Lugano, ma vi restò pochi incontri: nel corso dello stesso campionato 1995-96 tornò a Milano, questa volta al Milano 24.
Con la squadra di Quintavalle il miglior risultato è la finale scudetto persa contro l'Hockey Club Bolzano nel 1997. Nella stagione successiva il Milano 24 passa all'hockey in-line, e De Angelis si trasferì oltreoceano, ai Reno Rage nella West Coast Hockey League, un campionato minore statunitense scomparso poi nel 2003. Terminò la stagione in Gran Bretagna, coi Nottingham Panthers.
Anche nel 1998-99 giocò parte della stagione in WCHL (Tacoma Sabercats, con cui vinse il titolo, la Taylor Cup) e parte in Europa: in Germania con gli Adler Mannheim (con cui vinse lo scudetto Deutsche Eishockey-Liga) e in Danimarca con l'IC Gentofte.
Nel 1999-00 firmò per i Phoenix Mustangs, ancora in WCHL, con cui rimase due stagioni, vincendo il titolo nella prima. Al termine della seconda passò per i play-off in svizzera, nella Nationalliga B con l'HC La Chaux-de-Fonds.
Nella stagione 2001-02 tornò ancora a Milano, tra le file dell'Hockey Club Junior Milano Vipers, per la disputa della Continental Cup. Per la stagione regolare invece ritornò in Germania, agli Augsburger Panthers.
Per la sua ultima stagione sul ghiaccio è tornato in Italia, con l'Asiago, con cui ha disputato la stagione 2002-03.

### Nazionale
Nel 1990 De Angelis ottenne la possibilità di giocare con la maglia della Nazionale italiana. Esordì il 1º settembre nella partita persa 5-2 con la Finlandia a Kouvola.
Con la maglia azzurra partecipò poi ai vittoriosi mondiali di gruppo B nel 1991, ed alle edizioni del campionato del mondo di hockey su ghiaccio del 1992, 1993, 1994, 1995,1996, 1997,1998 1999 e 2001.
Ha inoltre preso parte alle spedizioni olimpiche di Albertville 1992, Lillehammer 1994 e Nagano 1998.